# 622 Esther
622 Esther este un asteroid din centura principală, descoperit pe 13 noiembrie 1906, de Joel Metcalf.